# Robert Walker Tayler

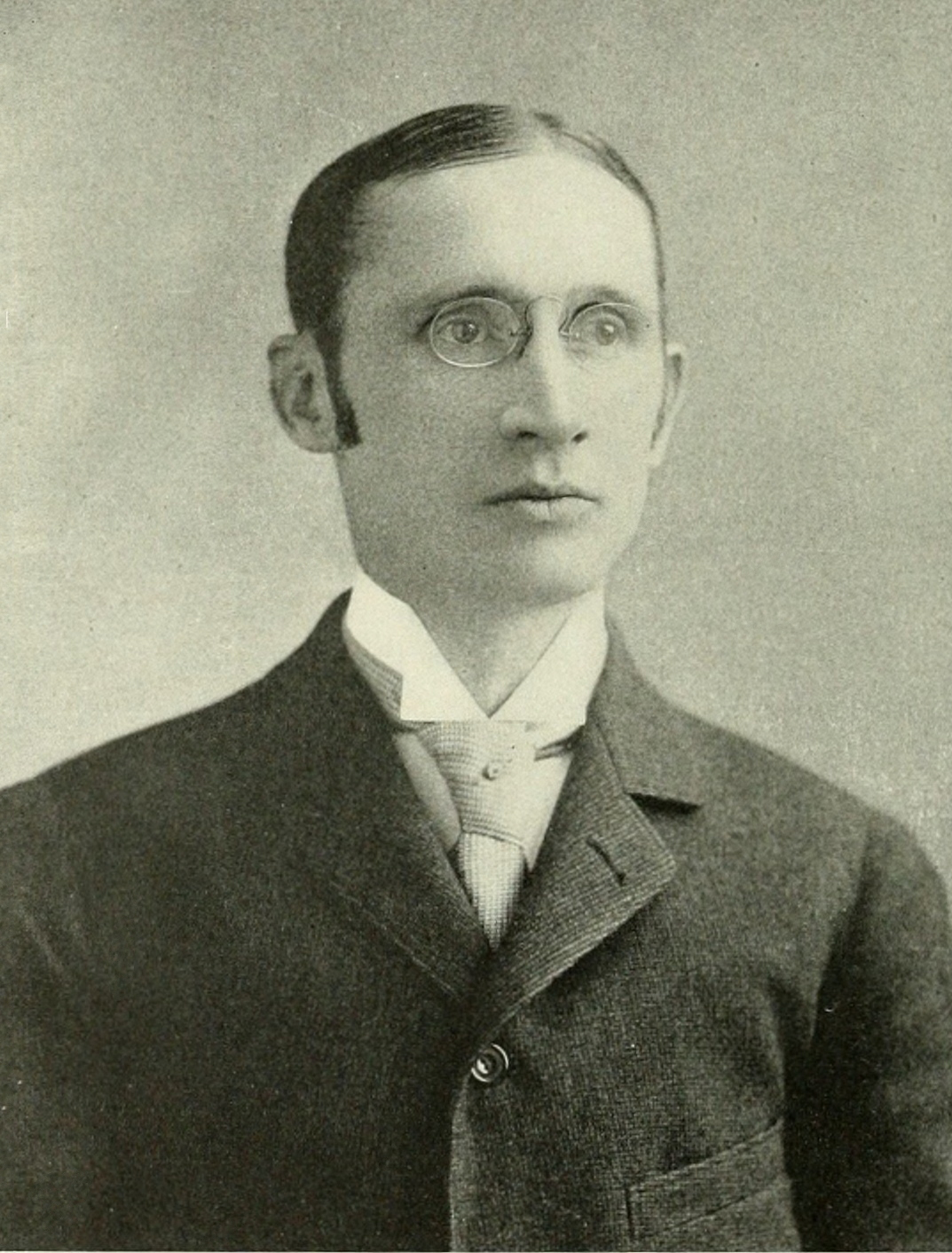
Robert Walker Tayler (1899)

Robert Walker Tayler (* 26. November 1852 in Youngstown, Ohio; † 25. November 1910 in Cleveland, Ohio) war ein US-amerikanischer Politiker der Republikanischen Partei und Bundesrichter. Vom 4. März 1895 bis zum 3. März 1903 war er Mitglied des Repräsentantenhauses der Vereinigten Staaten für den 18. Kongressdistrikt des Bundesstaates Ohio.

## Biografie
Tayler wurde als Sohn des damaligen Bürgermeisters von Youngstown, Robert Walker Tayler sr., in Youngstown geboren. Er besuchte dort die Schulen. Einen Bachelor of Arts erhielt er 1872. Daraufhin war er im Schuldienst von Ohio tätig. 1877 wurde er, nach dem Abschluss des Jura-Studiums, als Rechtsanwalt zugelassen. Zwischen 1880 und 1885 arbeitete er als Staatsanwalt in Ohio. Er arbeitete in verschiedenen Anwaltssozietäten in Cleveland und New York City.
Zwischen 1895 und 1903 war Tayler als Abgeordneter des 18. Distrikts von Ohio Mitglied des US-Repräsentantenhauses. 1903 zog er sich wieder aus dem politischen Geschäft, um als Anwalt in Youngstown zu arbeiten. Am 6. Januar 1905 wurde Tayler von US-Präsident Theodore Roosevelt als Richter für den United States District Court für den nördlichen Bezirk von Ohio nominiert. Der Bundessenat bestätigte die Nominierung am 10. Januar 1905. Am selben Tag nahm er seine Tätigkeit auf. Er amtierte bis zu seinem Tod am 25. November 1910.